# Acrocarpus fraxinifolius
Genre
Espèce
Synonymes
- Acrocarpus combretiflorus Teijsm. & Binn.[2]
- Acrocarpus fraxinifolius var. guangxiensis S.L.Mo & Y.Wei[2]
- Acrocarpus grandis (Miq.) Miq.[2]
- Mezoneurum grande Miq.[2]

Acrocarpus fraxinifolius est une espèce de plantes à fleurs dicotylédones de la famille des Fabaceae, sous-famille des Caesalpinioideae. C'est un arbre originaire d'Asie tropicale. C'est l'unique espèce du genre Acrocarpus (genre monotypique).

## Description
Ce sont de grands arbres pouvant atteindre 50 mètres, voire 60 mètres, de haut, aux feuilles composées bipennées, aux fleurs régulières (à symétrie pentamère) et aux gousses allongées.

## Utilisation
Ces arbres fournissent du bois d'œuvre aux utilisations multiples ou du bois de feu. On les utilise également pour produire du charbon de bois ou de la pâte à papier. 

## Liste des variétés
Selon Tropicos (22 septembre 2018) (Attention liste brute contenant possiblement des synonymes) :
- Acrocarpus fraxinifolius var. fraxinifolius
- Acrocarpus fraxinifolius var. guangxiensis S.L. Mo & Y. Wei